# 2-フェニルピリジン
2-フェニルピリジンは、示性式C6H5C5H4Nで表わされる有機化合物である。ピリジン上の窒素原子の隣の炭素原子に結合している水素原子が、フェニル基に置換されている。

## 性質
2-フェニルピリジンの示性式は、C6H5C5H4Nで表され、その分子量は約155.2である。常温常圧では無色の液体として存在し、その密度は1.086 (g/mL) と、水より僅かに重い。ピリジン環は極性を有しているものの、ピリジンとは異なりフェニル基が結合しており、極性溶媒である水への溶解度は低い。
2-フェニルピリジンは配位子としての能力も有している。

## 合成法
2-フェニルピリジンは、ピリジンにフェニルリチウムを作用させる方法で、合成できる。
C6H5Li + C5H5N → C6H5C5H4N + LiH

## イリジウムとの化合物

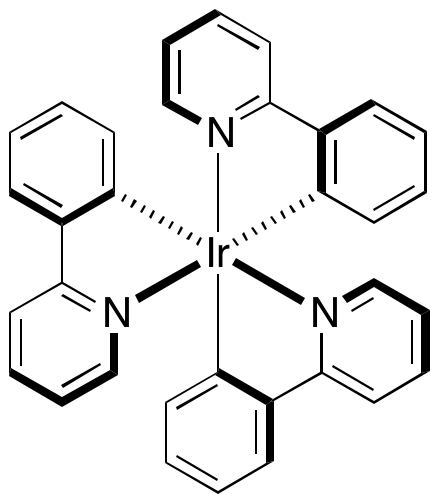
Ir(C_{6}H_{4}-C_{5}H_{4}N)_{3}の構造。このため、この化合物はIr(ppy)_{3}と略記される場合もある。

3分子の2-フェニルピリジンのフェニル基と、イリジウムとを結合させた、Ir(ppy)3は、ピリジン環の窒素がイリジウムに配位結合している。Ir(ppy)3は、何らかの方法で励起させると、強い蛍光を発するため、有機ELの発光体として用いる事も可能である。
Ir(ppy)3を合成するためには、まず、三塩化イリジウムを合成し、そこに2-フェニルピリジンを反応させる方法で、合成を開始する。
4 C6H5-C5H4N + 2 IrCl3(H2O)3 → Ir2Cl2(C6H4-C5H4N)4 + 4 HCl
こうして合成したIr2Cl2(C6H4-C5H4N)4を、さらに反応を進める事によって、Ir(ppy)3が得られる。